# Новиков, Юрий Васильевич
Юрий Васильевич Новиков (25 февраля 1937, с. Полтевы Пеньки, Рязанская область, СССР — 11 марта 2024, Ярославль, Россия) — хирург-ангиолог; ректор (1977—2007), президент (с 2007), заведующий кафедрой оперативной хирургии и топографической анатомии Ярославского государственного медицинского университета (ЯГМУ); член Правления Российского Союза ректоров; академик РАМН.

## Биография
Родился 25 февраля 1937 года в селе Полтевы Пеньки (ныне — с. Восход) Рязанской области. Старший брат Виктор впоследствии стал доктором психологических и экономических наук. Перед войной семья жила в Литве, а с её началом мать и дети эвакуированы в село Полтевы Пеньки. Отца после тяжёлого ранения и получения инвалидности пригласили на должность заместителя начальника госпиталя по политработе в Ярославле. Первое время семья жила при госпитале, позднее в комнате в деревянном доме с мезонином на углу Большой Октябрьской улицы и Мукомольного переулка.
В 1954 году, окончив школу № 33, Юрий поступил в Ярославский медицинский институт. Юрий и его брат занимались греко-римской борьбой. Молодой Юрий становился призёром первой Спартакиады народов РСФСР, Всесоюзных соревнований спортивных обществ «Спартак» и «Буревестник», был чемпионом области в своей весовой категории, чемпионом Северной зоны России, чемпионом первенства медицинских вузов страны. В 20 лет получил звание «Мастер спорта СССР», в 23 года — звание судьи всесоюзной категории по классической борьбе. Студентом организовал в медицинском институте секцию классической борьбы, подготовил несколько мастеров спорта и перворазрядников.
После окончания института в 1960 году Юрий поступил в его аспирантуру на кафедру оперативной хирургии и топографической анатомии под руководством Т. А. Зайцевой. Начал заниматься сосудистой хирургией. Тема кандидатской диссертации, защищённой в декабре 1963 года, — «Восстановительные операции при повреждениях и острой артериальной непроходимости магистральных сосудов конечностей».
Стал мастером операций на сосудах, провёл ряд успешных операций реплантации (приживления) конечностей, очень редких в то время. В 1964 году вместе с коллегами создал первоначально в Ярославле, а год спустя в целом регионе, охватывавшем Ярославскую, Костромскую и Вологодскую области, медицинскую бригаду по оказанию экстренной помощи больным с повреждениями и острыми заболеваниями магистральных сосудов — одну из первых в стране. Добился создания на базе медсанчасти Ново-Ярославского нефтеперерабатывающего завода и Ярославской областной клинической больницы отделений сосудистой хирургии, которые возглавили его ученики.
В 1969 году защитил докторскую диссертацию «Актуальные вопросы неотложной хирургии магистральных кровеносных сосудов». В 1970 году становится профессором. В 1974 году возглавляет кафедру оперативной хирургии и топографической анатомии родного института. В 1964—1966 годах Новиков возглавлял приёмную комиссию Ярославского медицинского института, в 1967 году назначен деканом стоматологического факультета, на следующий год — проректором по учебной работе, а в 1977 году — ректором института. В 2007 году оставил должность ректора, с этого времени — президент ВУЗа.
При Новикове в Ярославском медицинском институте (с 1994 года — академии) укрепилась материально-техническая база, был построен спортивный комплекс, учебный корпус на улице Чкалова, студенческое общежитие со столовой и спортзалом. Открылись новые факультеты: повышения квалификации и профессиональной переподготовки специалистов здравоохранения, фармацевтический, довузовского образования. Началась подготовка специалистов для зарубежных стран.
Автор более 200 научных работ, в том числе 5 монографий и 10 учебно-методических пособий.
Под его руководством подготовлено 14 докторов и 34 кандидата медицинских наук.
В 1995 году был избран членом-корреспондентом Российской академии медицинских наук, а в 2004 — академиком РАМН. Член Президиума Всероссийского общества хирургов, сосудистых хирургов и ангиологов. Заслуженный деятель науки РСФСР (1987). В мае 2001 года в Варшаве ему был вручён Диплом академика Польской академии медицины имени А. Швейцера и Золотая медаль Альберта Щвейцера за особые достижения в области медицины и гуманизма. Председатель совета ректоров Ярославля, член Правления Российского Союза ректоров.
Избирался депутатом Кировского районного Совета города Ярославля ещё в 1969 году, затем неоднократно избирался депутатом городского и областного Советов депутатов трудящихся, возглавлял комиссию по здравоохранению области. Представлял ярославских коммунистов на XXVI съезде КПСС в 1981 году и XIX партийной конференции в 1988 году. В 1969 году возглавил Ярославский областной комитет защиты мира. Был председателем общества «Ярославль-США», руководителем Губернского общественного собрания, членом Общественной палаты Российской Федерации (с 2005).
Скончался 11 марта 2024 года в Ярославле на 87-м году жизни.

## Награды
Награждён государственными орденами Трудового Красного Знамени (1981), Дружбы (1996) и Почёта (2005), орденом Восходящего солнца (2017, Япония), орденом святого благоверного князя Даниила Московского Русской православной церкви, Премией Правительства Российской Федерации в области науки и техники (2004), Почётный гражданин города Ярославля (1999).

## Санкции
6 марта 2022 года после вторжения России на Украину подписал письмо в поддержу российской агрессии. С 9 июня 2022 года находился под персональными санкциями Украины за поддержку войны. Также был внесён ФБК в список коррупционеров и разжигателей войны за поддержку нападения на Украину, 16 марта 2022 года форумом свободной России внесён в «Список Путина» и доклад «поджигателей войны» с предложением введения против него международных санкций.

## Семья
Женой Юрия Васильевича стала одноклассница Альбина. Врачами стали дочь Татьяна и старший внук Юрий.